# Рябов, Олег Михайлович
Рябов Олег Михайлович (23 декабря 1932, Кременчуг — 1996, Киев) — советский и украинский дирижёр, Народный артист Украинской ССР (1977).

## Биография
Родился в 1932 году в городе Кременчуг.
В 1958 году окончил Киевскую консерваторию по классу А. Г. Климова.
С 1959 года работал дирижёром Ансамбля народного танца УССР, в течение 1960—1965 и снова с 1970 — Украинского театра оперы и балета.
В течение 1966—1970 годов стажировался, впоследствии дирижировал в Большом театре.
Дирижировал оперы:
- «Бал-маскарад»,
- «Богема»,
- «Судьба человека» Дзержинского,
- «Оптимистичная трагедия» Холминова,
- «Пиковая дама»,
- «Укрощение строптивой»,
- «Иван Сусанин»,
- «Тоска»,
- «Искатели жемчуга» Бизе,
- «Чио-Чио-Сан»,

балеты:
- «Бахчисарайский фонтан»,
- «Лебединое озеро»,
- «Лилея» Данькевича,
- «Раймонда»,
- «Ромео и Джульетта»,
- «Спартак».

Дирижировал симфоническими концертами, выступал за рубежом.
Брат А. М. Рябова — Игорь Михайлович — украинский пианист и педагог-методист, заслуженный деятель искусств Украины.